# Canal de Chambly
Canal de Chambly är en kanal i Kanada.   Den ligger i provinsen Québec, i den sydöstra delen av landet, 190 km öster om huvudstaden Ottawa.
Trakten runt Canal de Chambly består till största delen av jordbruksmark. Runt Canal de Chambly är det ganska glesbefolkat, med 42 invånare per kvadratkilometer.